# Jacques-Louis de Beringhen
Jacques-Louis de Beringhen (1651-1723), est un noble français du XVIIIe siècle, premier écuyer du roi, et collectionneur d'art. Sa famille, d'origine hollandaise et de médiocre extraction, a su intégrer en trois générations la haute noblesse grâce à la faveur royale. Il est appelé à la Cour M. le Premier. Il contribue à mettre sur pied le corps des Ponts et chaussées.

## Biographie
Jacques Louis de Beringhen est le fils de Henri de Beringhen (1603-1692), seigneur d'Armainvilliers, qui, jugeant que sa proximité avec Louis XIII le rendait suspect au cardinal de Richelieu , se mit au service de la Suède et de la Hollande, alliées protestantes de la France catholique lors de la Guerre de Trente Ans. Il devint capitaine des garde du Roi Gustave II Adolphe de Suède, jusqu'à la mort de ce dernier à la bataille de Lützen. Il a été ensuite commandant des cuirassiers de Frédéric-Henri d'Orange-Nassau au moment de la mort de Richelieu. Son ami Louis XIII, qu'il avait reçu au château d'Azay-le-Rideau (Indre-et-Loire) le 27 juin 1619, le rappela et le récompensa ; il reçut la charge de premier écuyer de la petite écurie.
Il est nommé gouverneur de Marseille, et s'est marié en 1646 à Anne du Blé (†1676), fille de Jacques du Blé d'Uxelles et de Cormatin ; 
Henri de Beringhen est le fils de Pierre de Beringhen, originaire du duché de Gueldre, seigneur d'Armainvilliers et de Grez, premier valet de chambre des rois Henri IV et Louis XIII, marié à Madeleine Bruneau,
Jacques Louis de Beringhen, son petit-fils, marquis de Châteauneuf, seigneur d'Armainvilliers, devient gouverneur de la citadelle de Marseille en 1679.
Il est fait chevalier de l'ordre du Saint-Esprit en 1688.
Il hérite en 1692 de la charge de Premier écuyer de France achetée par son père.
En 1701, il est élu membre de l'Académie des inscriptions et belles-lettres.
En juin 1702 ses terres bretonnes de Châteauneuf sont érigées en marquisat ; il reçoit Louis XIV au château d'Azay-le-Rideau, hérité de son père, dont il fait reconstruire les communs actuels.
Après la mort de Louis XIV (1er septembre 1715), dans le cadre du nouveau système de la polysynodie, le Régent le nomme membre du Conseil des affaires du dedans, présidé par  le duc d'Antin. Il y est responsable des ponts et chaussées. Il exerce pleinement ses prérogatives, sans rendre compte au Conseil du dedans et traitant directement avec le Conseil de finances .
Après la chute de la polysynodie en 1718, il conserve ses attributions et devient responsable de la Direction générale des Ponts et chaussées jusqu'à sa mort.
il meurt à Paris le premier mai 1723.
Les Beringhen possédèrent jusqu'en 1710 le domaine de La Rivière vers Thomery (Seine-et-Marne).
Jacques Louis de Beringhen constitua une importante (83000 pièces) collection d'estampes, qui a été achetée en 1731 par la Bibliothèque royale.

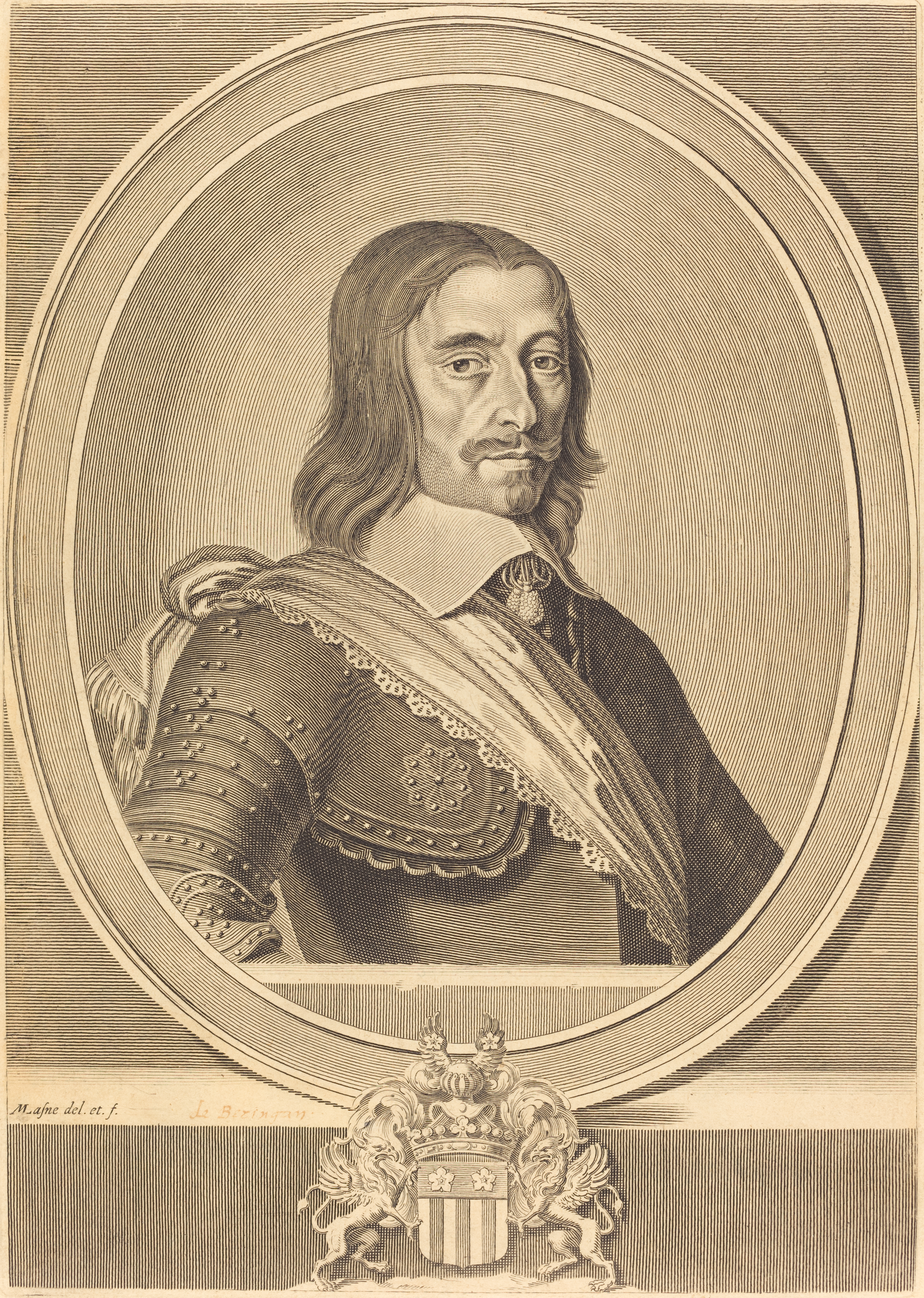
Henri de Beringhen, seigneur d'Armainvilliers (père de Jacques Louis I de Beringhen) - Gravure par Michel Lasne

### Distinction
- chevalier (1688) des ordres du Roi

### Mariage et descendance
Jacques-Louis de Beringhen (1651- mai 1723), mestre de camp de Cavalerie, brigadier des armées du roi, épouse en 1677 Marie Magdeleine Élisabeth Fare d'Aumont (1663- 1728), fille de Louis-Marie-Victor d'Aumont, duc d'Aumont, et de Madeleine Fare Le Tellier. Elle est la petite fille de Michel Le Tellier, chancelier de France. Dont neuf enfants :
- Jacques-Louis (II) de Beringhen (1680- décembre 1723), marquis de Châteauneuf, comte du Plessis-Bertrand, comte d'Armainvilliers, maréchal des camps et armées, 1er écuyer du Roi après son père, marié en 1708 avec Marie Louise Henriette de Beaumanoir -Lavardin (1690-1755). Dont uniquement :
  - Marie-Louise Nicole de Beringhen (1708-1731), religieuse à l'abbaye de Faremoutiers ;
- Anne Bénigne Fare Thérèse de Beringhen, morte à Paris le 26 septembre 1749, âgée de 67 ans, mariée le 11 juillet 1701 avec Emmanuel Armand de Vassé, marquis de Vassé, brigadier des armées du Roi, mort en 1710. Dont postérité : ils sont les grands-parents d' Alexis Bruno Etienne de Vassé ;
- Anne Marie Madeleine de Beringhen, Abbesse de l'abbaye Notre-Dame du Pré, au Mans, où elle mourut le 23 février 1730, âgée de 46 ans ;
- Louise Charlotte Eugénie Victoire de Beringhen, fut de 1721 à 1726 abbesse de l'abbaye Notre-Dame de Faremoutiers (près de Coulommiers), où elle mourut le 28 octobre 1726, âgée de 40 ans ;
- Olympe Félicité Sophie Fare de Beringhen, religieuse, puis abbesse de l'abbaye de Faremoutiers après sa sœur, de 1726 à 1743, morte à Paris le 11 août 1743 âgée de 54 ans ;
- François-Charles de Beringhen (1691-1742), évêque du Puy en 1726 ;
- Henri-Camille de Beringhen (1693-1770), marquis de Beringhen et d'Uxelles, lieutenant général en Bourgogne, gouverneur de Chalon, 1er écuyer du Roi après son frère, marié en 1743 avec Angélique Sophie de Hautefort-Surville, fille de Louis Charles de Hautefort, marquis de Surville. Sans descendance ;
- Marie Louise de Beringhen, morte le 23 juillet 1746, âgée de 50 ans, mariée en 1713 avec Guillaume Alexandre de Vieuxpont, marquis de Vieuxpont, lieutenant général des armées du Roi, lieutenant général en Beauvaisis, gouverneur de Beauvais, puis lieutenant pour le Roi au Pays d'Aunis, gouverneur de Charlemont, mort en 1728, sans enfant ;
- Lydie de Beringhen, morte le 6 septembre 1730, âgée de 25 ans, mariée le 22 novembre 1722 avec Hubert de Courtavel, marquis de Pezé, lieutenant-général des armées du Roi, chevalier des ordres du Roi. Ils sont, eux aussi, les grands-parents d'Alexis Bruno Etienne de Vassé[6].